# 芋煮会

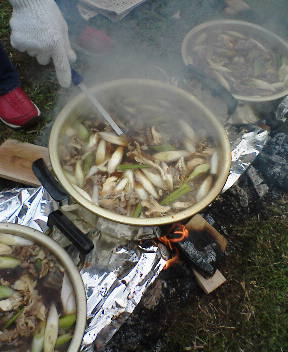
河川敷で行なわれる芋煮会（山形風芋煮）

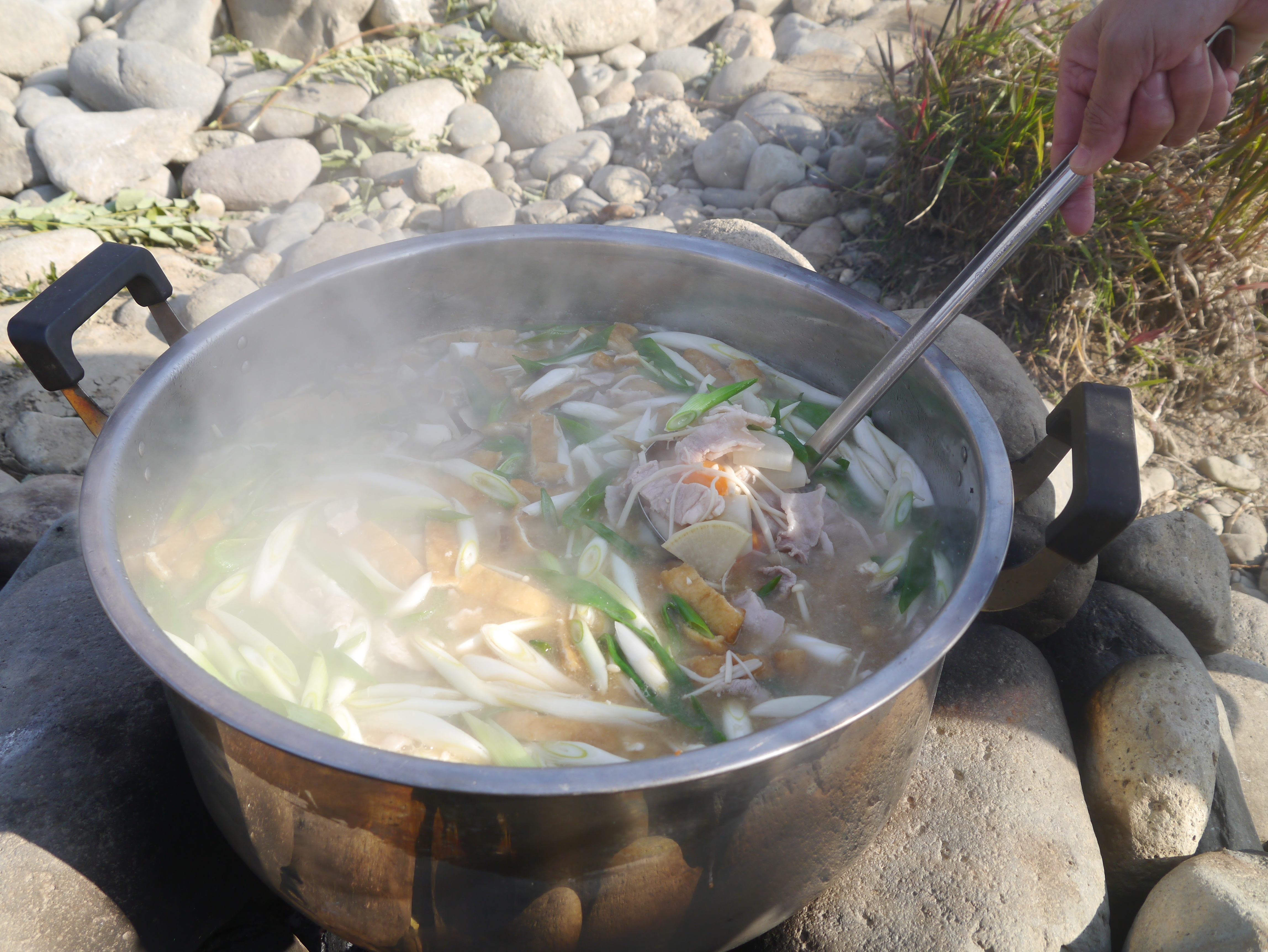
仙台・宮城風芋煮

芋煮会（いもにかい）とは、山形県や宮城県など東北地方各地で行われる季節行事で、秋に河川敷などの野外にグループで集まり、サトイモを使った鍋料理などを作って食べる行事である。バーベキューと併行して行われることが多い。
呼称には地域差があるが、ここでは総称として「芋煮」「芋煮会」という呼称を用いる。

## 概要
芋煮会は、親睦を深める行事として、家族・友人・地域・学校・職場などのグループで行われている。山形県、宮城県では特に盛んに行われ、秋の風物詩となっている。また、新潟県や関東地方では、地域イベントを中心に芋煮会が行われている。芋煮会を開催する人々にとっては野外での宴会（またはお楽しみ会）のひとつであり、春の花見・秋の芋煮会として双璧をなす。
在来種の種芋苗を用いた東北地方でのサトイモ栽培では、収穫時期が例年10月頃になるため、一般的な芋煮会も大抵10月初旬から徐々に行われ始める。その後、大体10月下旬から11月初旬にかけてがピーク期となり、紅葉シーズンの終了、または、初雪が降ると共に終息する。
平成に入る頃からは、「町おこし」や「食のイベント」として大規模な芋煮イベントも行われるようになった。これらのイベントの内いくつかは、一般的な芋煮会のシーズンである秋とは異なる開催時期のものもあり、東北では盛夏や晩夏の開催例が見られ、関東では、春の開催例や東北では寒さのために既に下火となっている11月末の開催例も見られる。
なお、飲みニケーションのように芋煮とコミュニケーションを合わせ、芋煮会での交流を表す「イモニケーション」との造語を使用している者もいる。

## 歴史
芋煮会の起源については各地に様々な謂れがある。また、民俗学者の野本寛一は、サトイモの収穫祭が芋煮会に発展したものではないかと述べている。

### 山形県村山地方

#### 江戸時代
山形県の村山地方では、江戸時代の芋煮会の原型の様子をあらわす話がいくつか伝わっている。
中山町長崎では、里芋を鍋で煮て食べるときに鍋をかけたという言い伝えのある「鍋掛の松」が1917年（大正6年）まで残っていた。鍋は、近くの小塩地区の名産だった里芋「小塩芋」と、船に積んできた棒鱈と、最上川でとれたザッコ（川魚）をいっしょに煮たものだったという。長崎は、1693年（元禄6年）の最上川五百川峡・黒滝の開鑿までは酒田港と結ぶ最上川舟運の終着港として賑わっていた。このことから、元禄時代以前の船頭たちが積荷を使って鍋をしたのが芋煮会のはじまりであると山形の郷土史家である烏兎沼宏之は述べている。鍋掛の松は、芋煮のルーツをあらわす伝承遺跡として復元されている。
文化・文政時代（19世紀初頭）には、山形に移り住んだ近江商人たちが、京都の芋棒に思いを馳せながら、ニシンと里芋を煮て紅花取引の慰労会をしたという。
また、1845年（弘化2年）には、山形藩藩主の秋元志朝が、館林藩に転封されるときに芋煮の野宴を張ったとされる。

#### 明治時代以降
明治時代（19世紀後半から20世紀初頭）になると、街の粋人たちが「野掛」といわれた山の芋煮を川原でもするようになり、1892年（明治25年）ころから川原での芋煮が定着した。以降、芋煮会は、山形に置かれていた帝国陸軍歩兵第32連隊の兵士たちや山形高等学校 (旧制)の学生が行ったり、見合いや商談、送別の場となったりした。
芋煮に牛肉が使われるようになったのは、昭和の初め（1920年代後半）頃からである。養蚕農家の人たちが、秋蚕後に繭業者の経費負担で芋煮会を最上川の川原で行い、そのときに当時普及し始めていた牛肉をおごらせたのが最初とされている。なお山形市内には明治時代に創業した牛肉店が多く、牛肉はその頃から普及しはじめたと考えられる。山形高校に在籍した作家の戸川幸夫は、1932年（昭和7年）の芋煮会の様子をエッセイ「わが山高時代の芋煮会」で記述しており、その頃からすでに山形名物の芋煮は盛んで、大鍋に芋、ねぎ、牛肉およびその代替品としての馬肉、こんにゃくなどを入れ、酒を酌み交わしていた、としている。また、中山町立長崎小学校から1941年に山形県中学校（のちの山形県立山形東高等学校）に進学した烏兎沼宏之は当時、長崎町内の学生団として自分たちで開催したほかには、最上川でも馬見ヶ崎川でも芋煮会の姿は見かけなかったとしている。芋煮の材料は1980年代と同じく、里芋、牛肉、こんにゃく、ねぎが主であった。太平洋戦争の激化により、烏兎沼らが芋煮会を開催したのは1942年までであった。
1945年（昭和20年）の終戦後数年は、肉の代わりにイカを入れていた。暮らしが豊かになると、会場が飲食店に移り、川原の人影は消えていった。
1974年（昭和49年）、山形市と山形市観光協会が伝統的な芋煮の研修会を開いたところ、大きな反響があり、川原での芋煮会が促されるようになった。1977年（昭和52年）からは、前年の唐松観音堂復元を機会に「山形いも煮祭り」が開催された。その後は、山形市内のスーパーマーケットが芋煮の材料や薪などのセット販売や鍋の貸出をしたり、飲食店のメニューに芋煮が加わったり、レトルトの芋煮が販売されたりするようになり、芋煮会はますます盛んになっていった。こうした動きの中、1989年（平成元年）に「日本一の芋煮会フェスティバル」が開催され、10万人の人出を集めた。
山形市で里芋を栽培・販売しているさとう農園株式会社は、明治時代に行われた馬見ヶ崎川改修工事がきっかけで河原での芋煮会が広まったとしている。1891年（明治24年）まで行われた馬見ヶ崎川改修工事において、河川改良工事に従事した人たちは河原で大鍋を用いたちゃんこ鍋のようなものを昼飯として食べていた。これらの人たちが、1945年の終戦後に当時を偲んで河原で秋に大鍋を囲むようになり、その具材として里芋も用いたのだという。

### 多様化
1980年代には、旅館やアウトドア施設が花見などと同様に「芋煮会プラン」を商品化し始め、シーズンに入るとタウン情報誌や新聞折込チラシなどで多数の広告を見るようになった。また、アウトドア施設（フィールドアスレチック）、遊園地、温泉旅館の他、紅葉スポット（紅葉狩り）、渓流（釣り、カヌー）、海岸の砂浜（釣り）など、何か別のアミューズメントとの組み合わせで芋煮会が行われるようになった。対して、以前の中心地である「河原」での芋煮会は、今も主流であるものの、往時と比べて少なくなってきた。
現在では、地域のイベントとして定着しているところもある。
近年は、ホテルのレストランを中心に芋煮を含め、様々な秋の味覚を取り揃えた季節限定コース料理も供されるようになり、収穫祭的な芋煮会の楽しみ方は多様化が進んでいる。

### 年表
- 江戸時代
  - 山形藩（現・山形県）において、最上川の舟運に関わる人たちが野外で鍋料理をするようになった。呼称不明。これが現在の山形の芋煮会の源流の1つとされる。すなわち山形県では、「農村の収穫祭」を起源としない。
  - 会津藩（現・福島県）において、「きのこ山」と呼ばれる野外での鍋料理が行われるようになった。これは「農村の収穫祭」を起源とし、現在の福島県の芋煮会の源流の1つとされる。
  - 仙台藩北部、松島丘陵より北側の古川 - 石巻間（大崎地方ほか）が鶏卵の集散地となった（現在の芋の子汁：鶏肉・醤油味エリア）。
- 1960年代の高度経済成長期、第一次ベビーブーマーが成人する前後の時代にレジャーブームが到来すると、「農村の収穫祭」であった芋煮会は、郡部から市部に大量に移住してきた人たちを中心として、海岸・河川敷・広場・レジャー施設など、市部の当時のルールなら火気使用可の場所にて各グループ毎に構成員が食材等を持ち寄って開催されるようになった（現在のルールならば火気使用厳禁な地でも、当時の緩い規制により自由に開催されていた）。
東北各地から人が集まる仙台圏の人口は、戦前は50万人に満たなかったが、当時は70万人を超えて毎年人口増加が激しくなり、仙台市電（1976年廃止）等で容易にアクセスできる広瀬川河川敷で芋煮会を行うには場所取りが非常に困難になり、奥羽山脈に近い国鉄（現・JR東日本）仙山線・奥新川駅（仙台駅から約1時間）周辺のような山奥にまで遠征して芋煮会をするような状態になった。そんな中、宮城県宮城郡宮城町（現・同県仙台市青葉区）の国鉄仙山線・愛子駅（仙台駅から約30分）近くにあった「河鹿荘」が、付近の広瀬川の河原（北緯38度16分35.2秒 東経140度44分41.3秒 / 北緯38.276444度 東経140.744806度）を芋煮会場として提供開始した。より仙台市都心部に近い愛子駅から徒歩圏にて私企業が、食材等を準備し、参加者の手間を軽減した「手ブラで芋煮会」を商品開発したことは、従前の芋煮会の常識を覆した。すると仙台圏では、河原に限らず敷地内での「手ブラで芋煮会」のパッケージ商品を温泉旅館やレジャー施設も販売するようになり、マイカーのモータリゼーション進展と送迎バスのサービスもあって、鉄道駅周辺の芋煮会場を次第に凌駕して広まっていった。
- 1970年（昭和45年）には約88万人、1975年（昭和50年）には約102万人、1980年（昭和55年）には約113万人と、顕著な人口増加がみられた仙台圏では、郊外住宅団地（戸建てが中心）すなわち「ベッドタウン」の造成が加速した。それらでは、新住民同士の交流を企図して町内会のイベントを積極的に催すようになり、小正月のどんと祭、春の花見、夏の盆踊り（ミス仙台参照）と花火、秋の芋煮会等を、地域の寺社の境内、校庭、公園等で開催するようになった。また、郊外住宅団地でも旧城下町内でもおおむね、第二次ベビーブーマーの新住民の子供が大量に入学してきた各小中学校では、校内で火を使っても火事にはならないエリアである校庭において、秋の地元文化のイベントとして児童・生徒による芋煮会を開催するようになった（秋田県では逆に、校外の河原などで開催する「なべっこ遠足」が定着）。
- 1989年（平成元年）
  - 9月3日、山形県山形市で「日本一の芋煮会フェスティバル」が開始。
  - 10月、岩手県水沢市（現・奥州市）で「大芋の子会」が開始。
- 1995年（平成7年）1月17日、兵庫県南部地震（阪神・淡路大震災）が発生。山形県など東北地方のボランティアが被災地に向かい、芋煮の炊き出しを行った。
- 2004年（平成16年）10月23日、新潟県中越地震が発生。東北各地のボランティアが芋煮の炊き出しの準備をして被災地に向かい、被災者に芋煮を振舞った。
- 2005年（平成17年）より、日清食品から『日清のどん兵衛 芋煮うどん』[注 1]が東北地方限定で発売（2017年現在も販売継続中）。山形風芋煮をベースとしている[12]。
- 2007年（平成19年）
  - 農林水産省の『農山漁村の郷土料理百選』で山形県のノミネート料理の芋煮が『農山漁村の郷土料理百選』のインターネット投票で1位に選ばれた。
  - 12月13日、山形・村山風芋煮のレトルト食品「米沢牛入り どこでも芋煮会 280g」が、amazon.co.jpにおいて取り扱い開始（2008年10月現在は発売停止）。
- 2008年（平成20年）
  - 6月14日、「岩手・宮城内陸地震」が発生。
  - ドイツ・デュッセルドルフ市で「ライン川 欧州一の芋煮会」が開始。
- 2010年（平成22年）
  - 9月、「風とロック芋煮会」（前夜祭：19日、本祭：20日）が福島県耶麻郡北塩原村（裏磐梯）で開催された。ロック・フェスティバルと芋煮会を融合したイベントであり、これ以降、同県内において様々な形態で毎年開催。
  - 10月23日、旧栗駒町公民館跡地（宮城県栗原市）において、宮城・山形・秋田の3県が参加する「栗駒山麓三つ巴 芋煮の陣」（2012年の第3回より福島県も加わって「奥州統一 芋煮の陣」に改称）が開始[13]。「岩手・宮城内陸地震」を機に、復興と若者の交流を企図して、芋煮文化がある東北各県で持ち回り開催されている[13]。
- 2011年（平成23年）3月11日、東北地方太平洋沖地震（東日本大震災）発生。被災地の避難所等において、芋煮の炊き出しをする団体が多数見られた。
- 2013年（平成25年）、旅行雑誌「旅の手帖」（交通新聞社、2013年10月号）において「日本三大芋煮」が紹介された。それらは、
山形県東村山郡中山町の「芋棒煮」「芋煮」
島根県津和野町の「芋煮」
愛媛県大洲市の「いもたき」

だった。これを受けて3市町は連携し、芋煮を通じた食文化の交流や観光振興を図っている。
- 2018年（平成30年）11月4日、寒河江市商工会（山形県寒河江市）主催で、宮城県仙台市の都心部にある錦町公園にて「東北芋煮サミット」が開催された[14]。青森県を除く東北5県の芋煮が提供されたが、具材のサトイモは寒河江市の子姫芋を用い、また、同市の様々な物産の販売ブースが並んだ[14]。2014年より『さがえ芋煮まつり in 仙台』として同園で開催してきた、寒河江芋煮、仙台風芋煮、イタリアン芋煮等を集めた芋煮会イベントだった従前の内容を一新・改称し、また、長年に渡って寒河江市が仙台市内各地で開催してきた「さくらんぼの種吹きとばし大会」も組み込んで開催した。

## 呼称の分類
「芋煮」にあたる呼称には地域差があり、同じ名称でも作られる料理が異なる例が見られる。すなわち、呼称と料理は必ずしも一致しない。
| 料理名          | 会合の 名前         | 分布     | 分布                  | 分布     | 分布     | 分布     | 分布 | 分布  | 分布  |
| 料理名          | 会合の 名前         | 岩手県   | 秋田県                | 宮城県   | 山形県   | 福島県   |      | 新 潟 | 関 東 |
| --------------- | ------------------- | -------- | --------------------- | -------- | -------- | -------- | ---- | ----- | ----- |
| 芋煮 芋煮汁     | 芋煮会              | －       | －                    | 全県     | 全県     | 全県     |      | 〇    | 〇    |
| 芋の子 芋の子汁 | 芋の子会 芋の子食い | 北上盆地 | 横手盆地              | 大崎地方 | 最上地方 | －       |      | －    | －    |
| 芋の子煮        | （不明）            | －       | 由利本荘市 （滝地区） | －       | －       | －       |      | －    | －    |
| きのこ山        | きのこ山            | －       | －                    | －       | －       | 会津地方 |      | －    | －    |

「芋煮」（芋煮汁）、および、会合を指す「芋煮会」の使用範囲は、 南東北の宮城県・山形県・福島県を中心に、新潟県や関東地方でも例が見られる。ただし、このような風習や会合を示す名称としてマスメディアを通じてデファクトスタンダード化してしまったため、上記以外でも使用されている。そのため、旧来からの名称の使用範囲を特定するのは困難になっている。
「芋の子」（芋の子汁）、および、会合を指す「芋の子会」（年配者は「芋の子食い」）は、栗駒山の周辺、すなわち、北東にある岩手県北上盆地、北西にある秋田県横手盆地南部、南西にある山形県新庄盆地（最上地方）、南東にある宮城県大崎地方の一部に分布している。
「きのこ山」は、会合の名称も「きのこ山」であり、福島県会津地方に分布している。江戸時代より、秋の収穫祭としてキノコ・里芋・大根等が入る鍋を囲む習慣があり、その鍋料理を「きのこ山」と呼ぶ。現状では、キノコが入ってなくとも「きのこ山」と呼ぶ。
なお、秋田県の秋の鍋料理は、里芋よりもきりたんぽあるいはだまこもちがメインになっているため、里芋が入っているかどうかに関係なく「鍋っこ」と呼ばれている。遠足に付随して野外で集団でこれを囲む行事は「なべっこ遠足」と呼ばれ、小中高校において学校行事になっている場合もある。これらが芋煮会の一種と見なせるかは議論があるが、里芋が入っていない例があるとは言え、秋に野外で集団で囲む鍋料理としての共通性はある。
現代では、秋に野外で集団で鍋料理を囲む風習が廃れつつあり、秋田県では小学校201校のうち、現在も「なべっこ遠足」を実施しているのは15校（全体の7.5%）のみである。岩手県では、県内で有名な里芋の品種を用いて芋煮・芋の子を作って家庭内で食べることには執着しても、野外で集団で里芋の鍋を囲むかどうかを重視しない傾向もある。宮城県では集団で食する秋の料理としてはらこ飯や仙台せり鍋が急成長しており、芋煮会と競合している。はらこ飯と仙台せり鍋側は店で供される一方、芋煮会は準備や後始末に手間がかかるため、芋煮会サイトを運営する後者側としては準備と後始末をしなくてもいいフリープランを提供している。旧住民のこのような変化により、上記の名称は新住民には浸透しづらくなっている。

## 料理の分類
呼称以外に、地域によって材料・味付けが異なる。例えば、山形県は牛肉しょうゆ味が一般的と思われがちだが、山形県だけでも4種類以上の芋煮の味が存在し、各地域でことなるものを食べている。また、同一呼称地域内でも、それぞれの集団でアレンジされ、地域的に特徴的な具材の他に、白菜・ゴボウ・油揚げ・大根・ニンジン・豆腐・きのこ類などさまざまな具材が投入される。サトイモの代わりにジャガイモを入れる場合もある。細分すると正月料理の雑煮並みに種類があるが、ここでは、1.使用する肉、2.味付けの2点を基準に分類する。小分類は、a.呼称、b.使用するイモ類。
- 主な分布域
  1. 「牛肉しょうゆ味」：山形県村山地方、最上地方
  2. 「置賜牛肉しょうゆ味」：山形県置賜地方
  3. 「豚肉みそ味」：山形県庄内地方
  4. 「とりすき風」：北東北の内陸。「豚肉みそ味」とオーバーラップする
  5. 「寄せ鍋風」：三陸海岸沿岸、および、最上川の河川交通の要所
  6. 「豚肉しょうゆ味」：福島県中通り地方

### 牛肉しょうゆ味
「牛肉しょうゆ味」芋煮山形県(村山地方, 最上地方)
メディア等の芋煮の特集でこの味がよく紹介されるため一番知名度が高い味である。山形県の村山地方および最上地方では、牛肉、里芋、こんにゃく、ねぎを主な材料とし、醤油で味付けをする。「山形風芋煮」と呼ばれる。初めに鍋に肉を入れ、醤油で味をつけながら軽く火を通し、一旦皿に取る。残った煮汁に水を入れ沸騰したら鍋に皮をむいた里芋を入れ、軟らかくなるまで煮る。その後こんにゃく、肉の順に入れ、醤油・砂糖・酒で味を調えた後、最後にねぎを入れる。また最近ではこの他にシメジ・舞茸などを入れることが多くなっている。
調味料としては丸十大屋の味マルジュウがよく使われている。
「置賜牛肉しょうゆ味」芋煮山形県(置賜地方)
山形県の置賜地方では、村山地方の芋煮と同じく牛肉を用いて主な材料も同じだが、加えて豆腐が入ることが一番の違いである。更に大根が入り、こんにゃくも場合によっては糸こんにゃくを用いるところが異なる。また、福島市（「豚肉みそ味」芋煮）と隣接しているせいか、醤油だけでなく味噌少々を加える。

### 豚肉みそ味
豚肉みそ味の芋煮山形県(庄内地方)
- 山形県の庄内地方では、豚肉や、豆腐、ごぼう等の具材を入れたみそ味の芋煮が一般的である。豚汁の元になったという説があるが、諸説あるため定かではない
- 宮城県の仙台平野では、豚肉・里芋を主な材料とし、仙台味噌で味付けをする豚肉みそ味の芋煮がつくられる。「仙台風芋煮」と呼ばれる。
- 福島県の浜通りも豚肉みそ味の芋煮が一般的。中通りは豚肉しょうゆ味が一般的
- 栃木県などの様にイベントとして導入された関東地方ほかでは、豚肉みそ味の芋煮が一般的である。

「豚肉みそ味」芋の子汁
- 芋の子汁の地域でも一部で豚肉みそ味の芋の子汁がつくられる。

豚肉みそ味のなべっこ
- 秋田市・由利本荘市・能代市などを中心とする秋田県沿岸では「なべっこ」と呼ばれ、豚肉みそ味のなべっこも作られることがある。

ブレンド系「豚肉みそ味」芋煮
- 会津地方を中心に、福島県各地で味噌と醤油をブレンドした味付けが見られる。材料は豚肉みそ味の芋煮と同様。

豚肉しょうゆ味
- 福島県中通り地方では、豚肉しょうゆ味が一般的である。宮城県の流れがあり味噌味やブレンドが最近は出てきた。

### とりすき風
「とりすき」とは異なるが、ここでは便宜的に、鶏肉・醤油味の芋煮を「とりすき風」芋煮と記す。
「とりすき風」芋の子汁
- 岩手県の北上盆地では、「とりすき風」芋の子汁が一般的である。また、盛岡市周辺では、津志田芋と呼ばれる若干固めの里芋が多く用いられ、北上市周辺では、二子芋と呼ばれる粘り気の強い里芋が多く用いられる事が多い。
- 「芋の子会」の名称が用いられる地域では、里芋と鶏肉を主な材料とし、醤油で味付けをする。「豚肉みそ味」芋の子汁も作られる。

### 寄せ鍋風
魚のみを入れる場合、魚と豚肉を入れる場合など様々ある。味付けも醤油味の他、味噌味もある。イモ類を入れる。
「寄せ鍋風」芋煮
三陸海岸ではジャガイモが使われる傾向がやや高く、豊富な魚介類も用いられる。
その他にも、芋煮会発祥の地である山形県中山町では、棒鱈を使い、醤油で味付けする例が見られる。ただし、他の村山地方と同様に「山形風芋煮」が主流。

### その他
- 残りの汁に、ご飯を入れて雑炊にしたり、市販のカレー粉などを入れてカレーうどんにしたりするのみならず、最初からカレーライスを作ってしまう例も若い世代には見られる。エスビー食品が丸十大屋の味マルジュウを使った「山形いも煮カレー」も発売している[18]。
- 近年では、地元の芋煮の他に他地域の芋煮を同時につくったり、さんまの塩焼きなどを同時に作ったりする例もしばしば見られる。
- 東京都港区の麻布十番では、「麻布十番仙台芋煮」として牛タンを入れたみそ味の仙台芋煮を提供することもある。

## 芋煮会シーズン中の様子

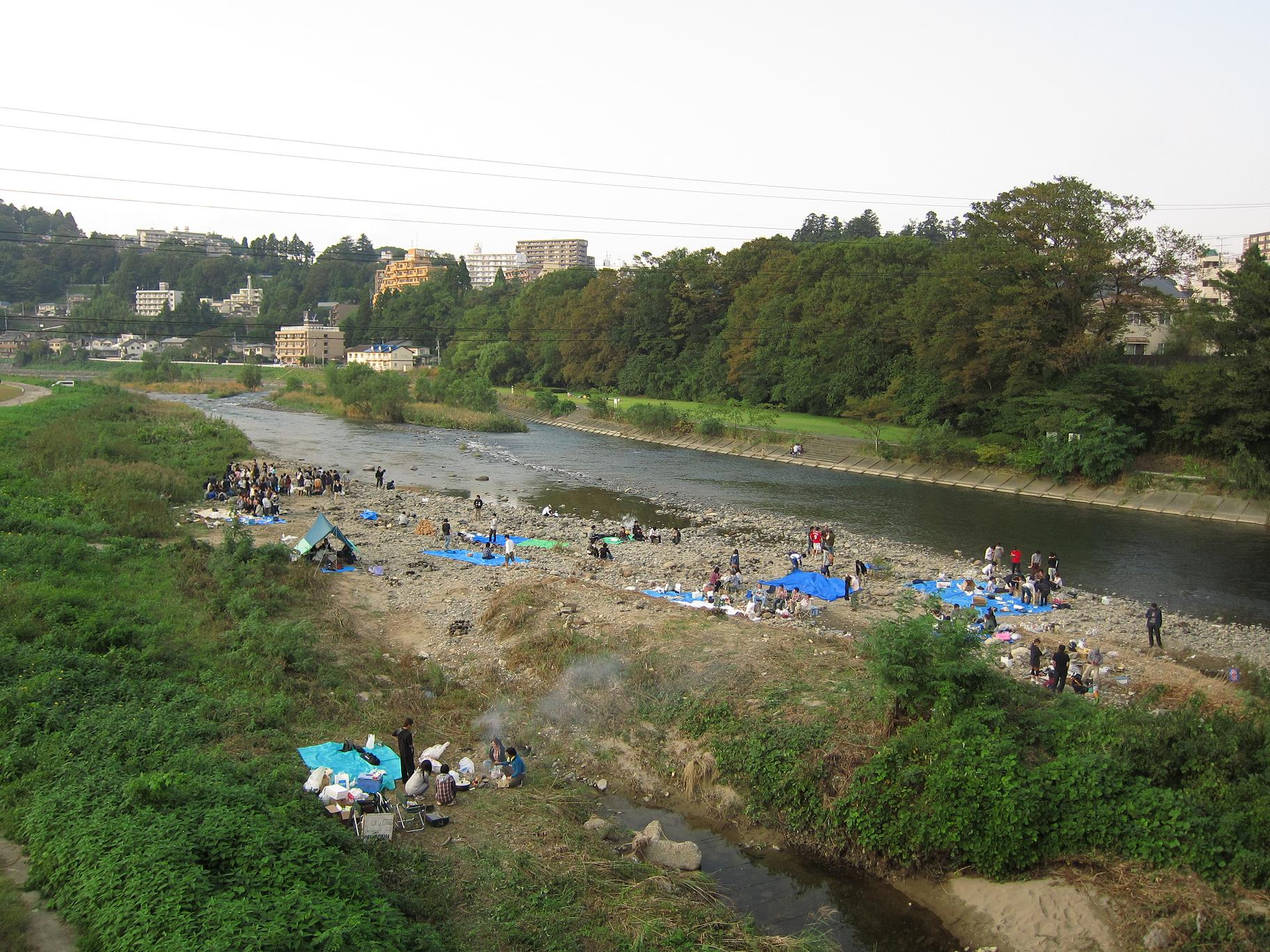
仙台市青葉区を流れる広瀬川での芋煮会の様子（2011年10月8日）

山形県や宮城県、福島県県北地方では、秋になるとコンビニエンスストアの前にまで堆く薪が積まれ、店内では着火材も販売されている。当地の人間にとっては秋の日常風景で何ら違和感を抱かないが、他地方から来た人々には、「冬に備えて暖房用に売られている」と誤解されることもある。スーパーマーケットや大学生協、レンタル業者などが、鍋などの用具レンタルしたり、食材とセットにした「芋煮会セット」を提供している。また指定した場所まで宅配サービスを行う業者もいる。
夏場はビアガーデンだか、秋には芋煮会場として営業する店もある。
一般的に芋煮会は、河川敷やキャンプ場、海岸のような屋外で行われるが、この時期に屋内で集団で台所で作った芋煮を食べる場合にも、長時間屋外に出られない老人や病人のための季節行事の1つとして、広い意味で「芋煮会」と呼ばれる。また、地域色を出した観光客向けメニューとして、飲食店で「芋煮」が供されることもある。
「芋煮会」の風習のある地域の学校では、昭和30年代あたりから課外授業の一つとして芋煮会を取り入れている所が多い。子供達が一班5,6人程度の小グループに分かれ、それぞれが予算内で買い物をしたり里芋などの食材の一部を分担して持ち寄ったりして、調理まで分担して行う。学校で行われる場合は、校庭の一角・河原や沼や湖の岸辺・アウトドア施設など、地域の実情によって開催地は異なる。現在ほどモータリゼーションが進んでいなかった時代には、リヤカーや手押し車に必要機材や具材を載せて河原まで行き芋煮をする「リヤカー芋煮」が行われていた地域もある。

## 主な芋煮イベント

### 岩手県
奥州市水沢産業まつり「大芋の子会」
岩手県奥州市水沢区の水沢公園で、毎年10月中旬頃に行われる「水沢産業まつり」において、1989年（平成元年）から「大芋の子会」（奥州水沢グルメまつり）が同時開催されている。直径3.5mの大鍋で作った6,000人分の芋の子汁が、無料で供される。南部鉄器の地元であるため、「鍋は鉄製」にこだわっていて、その重さは5tにも及ぶ。この芋の子汁は、鶏肉を使い、醤油で味付ける。

### 山形県

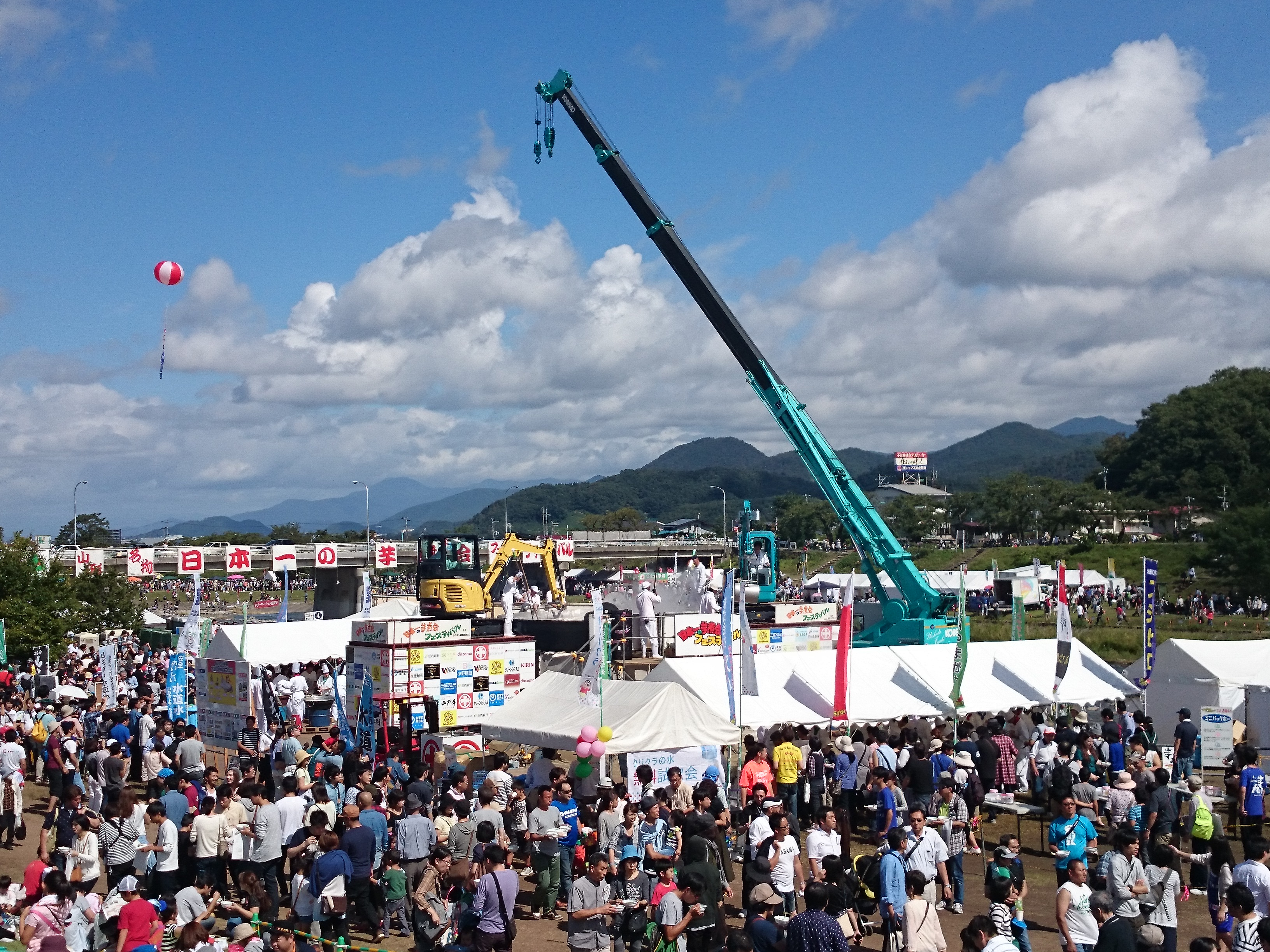
日本一の芋煮会フェスティバル
山形市では毎年9月に日本一の芋煮会フェスティバルが開催される。詳細は該当記事を参照。

### 福島県
風とロック芋煮会
2009年（平成21年）に「風とロックFES福島」として初開催され、2010年（平成22年）より「風とロック芋煮会」と改称した。会場は福島県内で変遷している。音楽がメインのイベントであるが、アーティストが観客に芋煮を手渡しするなど、芋煮を介した交流が見られる。

### 東北以外の芋煮会
栃木県の以下のイベントはいずれも豚肉みそ味芋煮である。
日光けっこうフェスティバル「関東一芋煮会」
栃木県日光市で10月初旬に行われる「日光けっこうフェスティバル」では、「関東一芋煮会」と銘打って芋煮会が行われている。直径2.5mの大鍋で約3,000人分がつくられる。「日光けっこうフェスティバル」は1995年に、納涼夏祭りをこの時期をずらして衣替えした。

天平の菊まつり「天平の芋煮会」
栃木県下野市（旧国分寺町）の天平の丘公園花広場で、1988年（昭和63年）より毎年11月初旬に開催されている「天平の菊まつり」において、期間中の週末1日を以って「天平の芋煮会」が開催されている。関東一とされる直径2.5mの大鍋で、地元特産のかんぴょうが入った芋煮が3,000食つくられる。

にのみや秋まつり「尊徳大鍋」
栃木県真岡市（旧二宮町）で行われる様々なイベントにおいて、二宮尊徳にあやかった尊徳大鍋が振舞われている。11月下旬の「にのみや秋まつり」での尊徳大鍋は1500人分の芋煮が作られる。

小さな鍋を用いた芋煮イベントとしては、東京都の港区、清瀬市、調布市、神奈川県の川崎市多摩区、同麻生区、横浜市都筑区、千葉県の佐倉市など南関東に例が見られる。
「千人鍋」と呼ばれる直径1m程の大鍋を用いた芋煮イベントとしては、大阪府泉南市の「芋煮鍋」や鹿児島県出水市高尾野町の「たかおのいも煮会」の例がある。
また、東北地方出身者の県人会や同窓会などでは、各出身地の芋煮を用いた内輪のイベントも見られる。

### 日本以外の芋煮会
芋煮会は、日本以外でも開催されている。
ライン川「欧州一の芋煮会」ドイツ・デュッセルドルフ市
2008年（平成20年）以来、日本一の芋煮会フェスティバルの旧開催日と同じ毎年9月の第1日曜にドイツ連邦共和国デュッセルドルフ市内のライン川岸辺を会場として、ドイツ東北県人会の主催で「ライン川・欧州一の芋煮会」を開催している。
2012年の第5回より、山形の「日本一の芋煮会」の姉妹芋煮会第1号の公認を受け、山形から芋煮大使の派遣、山形の地元企業各社からの協賛を得て、山形名物の「玉こん」や山形そばでの「芋煮そば」「流しそば」も振る舞われている。
2015年には、山形のゆるキャラ「ペロリン」の初海外出張として、ドイツでの「ライン川・欧州一の芋煮会」に参加している。会場では、山形風「牛肉しょうゆ味」芋煮が作られる。
アムステル川「和蘭一の芋煮会」オランダ・アムステルダム市
2014年（平成26年）以来、毎年9月第2日曜日に、オランダアムステルダムのボス公園の湖畔の広場で、三五八屋（Sagohachi-ya）の主催にて、山形風牛肉しょうゆ味での「オランダ一の芋煮会」が開催されている。
「欧州一のお花見DE芋煮会」オランダ・アムステルダム市
2015年より毎年4月第2日曜日には、欧州一の桜の名所でもあるアムステルフェーン市のBloemsePark（俗称:桜公園）にて、三五八屋の主催にて「欧州一のお花見DE芋煮会」が400本のソメイヨシノの桜の下で、お花見を兼ねた「春の芋煮会」が開催されている。
セーヌ川「仏蘭西一の芋煮会」フランス・パリ市
2017年（平成29年）以来、毎年9月第3日曜日に、フランス共和国パリのエッフェル塔前のシャン・ド・マルス公園にて、フランス山形県人会の主催にて、山形風牛肉しょうゆ味での「仏蘭西一の芋煮会」が開催されている。
スヘルデ川「白耳義一の芋煮会」ベルギー・アントワープ市
2018年（平成30年）以来、毎年10月第2日曜日に、ベルギー王国アントワープ市のスヘルデ川の川辺にあるBBQ広場にて、ベルギー山形県人会の主催にて、山形風牛肉しょうゆ味での「ベルギー一の芋煮会」が開催されている。

## 類例

### 青森県の野外鍋料理イベント
現在の青森県内の稲作地域は、県西部の津軽地方が主で、その他の地域では畑作が中心である。米作とサトイモの関連する「芋煮会」分布域から若干外れるため、青森県では「芋煮会」はあまり見られない。青森県で野外で鍋料理をするのは、地域イベントの時である。
- 青森県上北郡横浜町では、お盆期間に数日に渡って開催される官民共催の「よこはま夏祭り」のイベントの1つとして、8月14日に「芋煮会」がある。具材に用いるイモ類はジャガイモ。
- 青森県・南部地方の郷土料理の1つに、「せんべい汁」という鍋料理がある。サトイモは入らないため、「芋煮」ではない。2000年から11月3日に「八戸縄文なべ祭り」が行われるようになり、径3mの巨大鍋で約3000食のせんべい汁が作られるようになった。

### 秋田のきりたんぽ鍋
秋田県は米どころで、あきたこまちを使った「きりたんぽ」が特産である。そのため芋ではなく、きりたんぽ鍋が食べられることが多い。秋田県内では、北部を中心に野外に集まりきりたんぽ鍋を作る会合が行われ「なべっこ」「たんぽ会」と呼ばれる。
- きりたんぽ発祥まつり

秋田県鹿角市。あんとらあなど（11月）。十和田八幡平観光物産協会
- 本場大館きりたんぽまつり

秋田県大館市。大館樹海ドーム（10月）。本場大館きりたんぽまつり実行委員会主催、秋田魁新報社・秋田銀行協賛。

### 愛媛県の「いも炊き」
愛媛県でも、芋煮会と同様な「いも炊き」という行事がある。中秋の名月の頃の月見行事であり、300年の伝統があるとも言われるが、現在は昼間から行われている。行事の時のみならず、「いも炊き」自体が秋の季節料理となり、家庭やレストランでも供されている。肉は鶏肉が一般的。
一般家庭向けの例として、日本食研のような一般食品メーカーから少人数用の「いも炊き」のたれが販売されていたり、スーパーでは主な材料に季節の間ずっと販売用ポップが添えられていたりと手軽に「いも炊き」が出来るようにもなっている。
完全に地方の定番料理として定着しているため、季節の行事や観光客向けのイベントと言うより家庭料理や郷土料理としての色合いが濃い。
大洲市・肱川,東予地方・西条市の加茂川、四国中央市土居町関川や、松山平野・重信川などの河川敷などで、各地域の商工会の主催でいも炊き会場が設営され、毎年数万人の人出がある。

### エビイモを用いる鍋物
- 島根県鹿足郡津和野町には、炙りタイとエビイモを使用する「芋煮」がある[32]。

## 日本三大芋煮
日本三大芋煮とは、山形県中山町、島根県津和野町、愛媛県大洲市の3地域の芋煮を指す。発祥は、2013年に『旅の手帖』（交通新聞社）誌上で「日本三大芋煮」として紹介されたことによる。2014年度からは、3市町が連携して、芋煮をPRするイベントの開催や、情報発信を行っている。
山形県中山町
最上川を利用する船乗りたちが、出航待ちの時間に河川敷で、船荷の棒鱈と里芋を一緒に煮て酒盛りをしていたのが、芋煮のはじまりとされる。今日では、牛肉を出汁にし、サトイモやコンニャクを醤油で煮込むのが一般的である。
島根県津和野町
古くから、十五夜の観月会に芋煮の宴を開催して、酒杯を交わす習慣がある。あぶった小鯛の身をほぐして昆布と共に出汁とし、具はサトイモのみの澄まし仕立てで、最後に柚子を添える。
愛媛県大洲市
大洲ではいもたきと呼ぶ。いもたきは、大洲藩時代から収穫した里芋を肱川の河原で行っており、現在では秋の風物詩、観光行事となっている。サトイモ、鶏肉、乾シイタケ、コンニャクなどを入れ、醤油ベースの少し甘い味付けが特徴。

## その他
- NHK仙台放送局が「芋煮会」が見られるようになった時期について東北地方全232市町村にアンケートを行った。それによると、松方デフレ期とする自治体が少数派ながらあったが、ほとんどが高度経済成長期としていた。いずれも景気に依存して農村に余剰労働力が発生し、それらが都市に流入した時期である。
- Jリーグモンテディオ山形ホームゲームでも芋煮が売られている。
- 仙台市に仙台風芋煮をベースとする「豚汁ラーメン」をメニューの1つとする店がある。